# Confolens
Confolens je francouzská obec v departementu Charente v regionu Poitou-Charentes. Leží na řece Vienne. V roce 2011 zde žilo 2 676 obyvatel. Je centrem arrondissementu Confolens.
Obec se nachází asi 340 km jihozápadně od Paříže, 70 km jižně od města Poitiers, 60 km severo-východně od města Angoulême.

## Vývoj počtu obyvatel
Počet obyvatel 